# 哈瑞·S·杜魯門號航空母艦
哈瑞·S·杜魯門號航空母艦（USS Harry S. Truman CVN-75），或直接称杜魯門號航空母艦，是美国海军尼米茲級核動力航空母艦的八號艦，1993年11月29日在紐波特紐斯造船及船塢公司铺设龙骨起造，最初命名“合眾國號”（USS United States），1995年2月在鋪放龍骨之前改名杜魯門號，1996年9月7日擲瓶命名，同年9月13日正式下水。杜魯門號是以美國第33任總統哈里·S·杜鲁门命名。该舰于1998年7月25日编入美国大西洋舰队服役，母港維吉尼亞州諾福克海軍基地。

## 历史

### 1990年代
1993年11月29日，杜魯門號在紐波特紐斯造船及船塢公司铺设龙骨起造，1995年2月在鋪放龍骨前艦名由原訂的「合眾國號」改為「杜魯門號」，1996年9月7日擲瓶命名，同年9月13日正式下水。1998年1月船员开始登舰，1998年6月11日通过造船厂的测试，6月25日完成试航。本来造船厂测试和试航计划在1998年5月进行，但是由于一座反应堆在水压试验时产生的噪声使得这些测试被推迟。
在1996年9月14日於維吉尼亞州紐波特紐斯造船廠的啟用儀式當時，時任美国总统的比尔·克林顿擔任了主講人。其他重要参加者和讲话人包括密蘇里州参议员艾克·斯凯尔顿（Ike Skelton，是主要支持以杜魯門命名的人）、密苏里州州长梅爾·卡納罕（Mel Carnahan）、杜魯門號的首任船长托马斯·奥特本（Thomas Otterbein）、国防部长威廉·科恩（William Cohen）等人。

### 2000年代
杜魯門號的第一次任务是在2000年11月28日至2001年5月23日期間，参加了南方守望行动（Operation Southern Watch）。2002年12月5日該艦再次參與該行动，并参加了伊拉克战争。2003年5月23日它返回母港。2004年10月13日它离开诺福克再赴波斯湾，2005年3月19日离开。2004年它获得美国大西洋舰队战备最良好的舰只的荣誉，从2003年至2005年它连续三年获得作战效率奖赏。
2005年颶風卡特里娜在美国东海岸造成巨大损失后，杜魯門號于9月1日开赴墨西哥湾海岸，成为美国海军营救任务的旗舰。在从事营救任务五星期后它于2005年10月回到母港。
2006年1月杜魯門號按计划进入船坞，它获得多个系统改良、预防性维护以及在制造时就已经出现的小的焊接错误。
2006年12月杜魯門號离开诺福克海军船厂，进入训练阶段。2007年4月训练结束。

### 2010年代
2015年第七艦載飛行聯隊被重新指派至杜魯門號。
2015年12月29日，杜魯門號開始執行對伊斯蘭國（ISIS）的攻擊任務。直到2016年4月中，第七艦載飛行聯隊已投下1,118枚炸彈,打破羅斯福號於2015年的紀錄（1,085枚）。
2016年6月3日，F/A-18大黃蜂自東地中海的杜魯門號起飛執行空襲任務，這是美國海軍自2003年對伊拉克戰爭以來，第一次自東地中海執行打擊任務。
2016年9月1日，杜魯門號進入諾福克海軍船廠進行維修改裝，預計2017年9月完成。

### 2020年代
2022年7月8日，杜鲁门号航空母舰上的一架F/A-18E超级大黄蜂战机因地中海的恶劣天气而意外坠海，同年8月3日，美国海军将重达14.5吨的坠海战机从约2.89千米深的海域中成功打捞回收，回收工作耗资约五千万美元。
2024年9月，杜鲁门号从诺佛克出发赴欧洲和中东部署，10月在北大西洋的北海跟北约盟国葡萄牙和挪威海军举行联合演习，和英国皇家海军的威尔士亲王号航母举行了在北约指挥下的名为“海王星盾牌”的双航母联合演习，参加演习的还包括丹麦、捷克、芬兰和英国、挪威的空军。11月初，杜鲁门号访问了挪威奥斯陆港，美国驻挪威临时代办和挪威总理登舰参观。然后，杜鲁门号和挪威海军军舰向北在挪威海北极圈附近活动。11月底，杜鲁门号航母舰队和西班牙和意大利海军的两艘护卫舰一起经过直布罗陀海峡进入地中海。 12月初，杜鲁门号停靠法国马赛港，中旬经苏伊士运河抵达红海。 12月22日凌晨，杜鲁门号一架执行空中加油任务的超级大黄蜂F/A-18F战机在回航途中被盖蒂斯堡号巡洋舰发射的一颗SM-2导弹击落，两名飞行员在被导弹击中几秒钟前弹射获救，当时杜鲁门舰队正在防御也门胡塞武装的无人机。
2025年1月12日，美国中央司令部司令访问了正在红海部署的杜鲁门号。 2月3日，杜鲁门号回到地中海，6日停靠希腊克里特岛苏达湾。 2月12日，杜鲁门号航母在苏伊士运河北端入口处埃及塞得港附近和一艘商船发生相撞。 此次碰撞涉及一艘悬挂巴拿马国旗的土耳其商船“贝西克塔斯-M”，导致航母外部受损，包括储藏室和维修室的外墙、绳索处理区、船尾和平台。杜鲁门号2月16日返回克里特岛苏达海军基地，进行紧急维修。 附近的三号升降机则没有受到损坏，可以继续运行。杜鲁门号指挥官说：“虽然该船完全具备执行任务的能力，并且在碰撞后进行了飞行操作，但驶入港口进行紧急维修将使该船能够按计划继续部署。”由结构工程师、船舶建筑师以及来自苏打海军基地和诺福克海军造船厂的其他人员组成的评估小组将对受损区域进行全面调查，并制定修复计划。舰艇部队人员和当地行业合作伙伴将为修复工作提供支持。美国第六舰队司令表示：“前沿部署区域维护中心能够调动战区内外的资源进行修复，这凸显了世界最强大海军的作战能力。” 2月20日，杜鲁门号现任指挥官被免职，由艾森豪威尔航母指挥官暂代。 2月24日，紧急维修完成后杜鲁门号返回地中海恢复正常航行。 3月15日，美国总统川普宣布，美国开始对伊朗支持的胡塞民兵控制的也门数十个目标实施大规模军事打击，旨在打通红海国际航道，而胡塞武装几个月来一直通过自己的袭击破坏这条航道。拜登政府对胡塞武装进行了几次类似的打击，但基本上未能恢复该地区的稳定。位于红海北部的杜鲁门号航空母舰上的战斗机以及从该地区的基地发射的空军攻击机和武装无人机参与了这次军事行动。 3月21日美国新任国防部长赫格塞斯决定将杜鲁门号航空母舰在中东的部署延长一个月，同时正在东亚部署的卡尔文森号航空母舰也将前往中东地区，以在川普政府加大对也门胡塞武装的攻击力度之际，在中东同时部署两艘航母。 4月28日，杜鲁门号上一架F/-18E超级大黄蜂战斗机在被拖车从机库拖往至甲板的升降机时发生事故，飞机和拖车同时坠海，没有人员伤亡，一名水兵受轻伤，杜鲁门号在事故发生时正在进行“规避机动”，即以急转弯来躲避导弹或者无人机的攻击。 4月29日，胡塞武装宣称对此次导致一架“超级大黄蜂”战斗机坠海的袭击负责。第二届川普政府上任以来对胡塞武装采取了更为强硬的策略。美国中央司令部表示，作为“莽骑兵”行动的一部分，美国已将胡塞武装的基础设施和领导层作为目标，以威慑并“瓦解”胡塞武装。白宫表示，该行动将持续到红海航行自由恢复。虽然中央司令部尚未公布伤亡人数，但胡塞武装和独立组织声称，与拜登政府时期的袭击相比，平民死亡人数有所增加。“莽骑兵”行动于3月15日启动，美国中央司令部对胡塞武装据点进行打击。据五角大楼周的新闻稿称，自那时起，包括杜鲁门号和卡尔文森号航母打击群在内的美国中央司令部部队袭击了至少 1,000 个胡塞武装目标。 5月6日，又一架杜鲁门号上的 F/A-18 超级大黄蜂战斗机在红海失踪，这是该航母一周多时间内失踪的第二架飞机。飞机试图降落在航母上时，拦阻装置出现了故障，飞行员和武器系统操作员不得不弹射逃生，两人被救援直升机救起。 5月16日，杜鲁门号航母通过苏伊士运河，参加北约在地中海举行的海王星打击演习的结尾部分。 杜鲁门号航空母舰5月23日清晨向西驶过直布罗陀海峡， 于6月1日返回诺佛克基地，结束长达8个月的部署。
2025年7月4日，杜鲁门号上举行指挥官交接仪式。

## 一般諸元
- 飛行甲板長度：1,092英尺（332.8）
- 最大飛行甲板寬度：252英尺（76.8）
- 高度（自水線至桅竿）：20層樓高

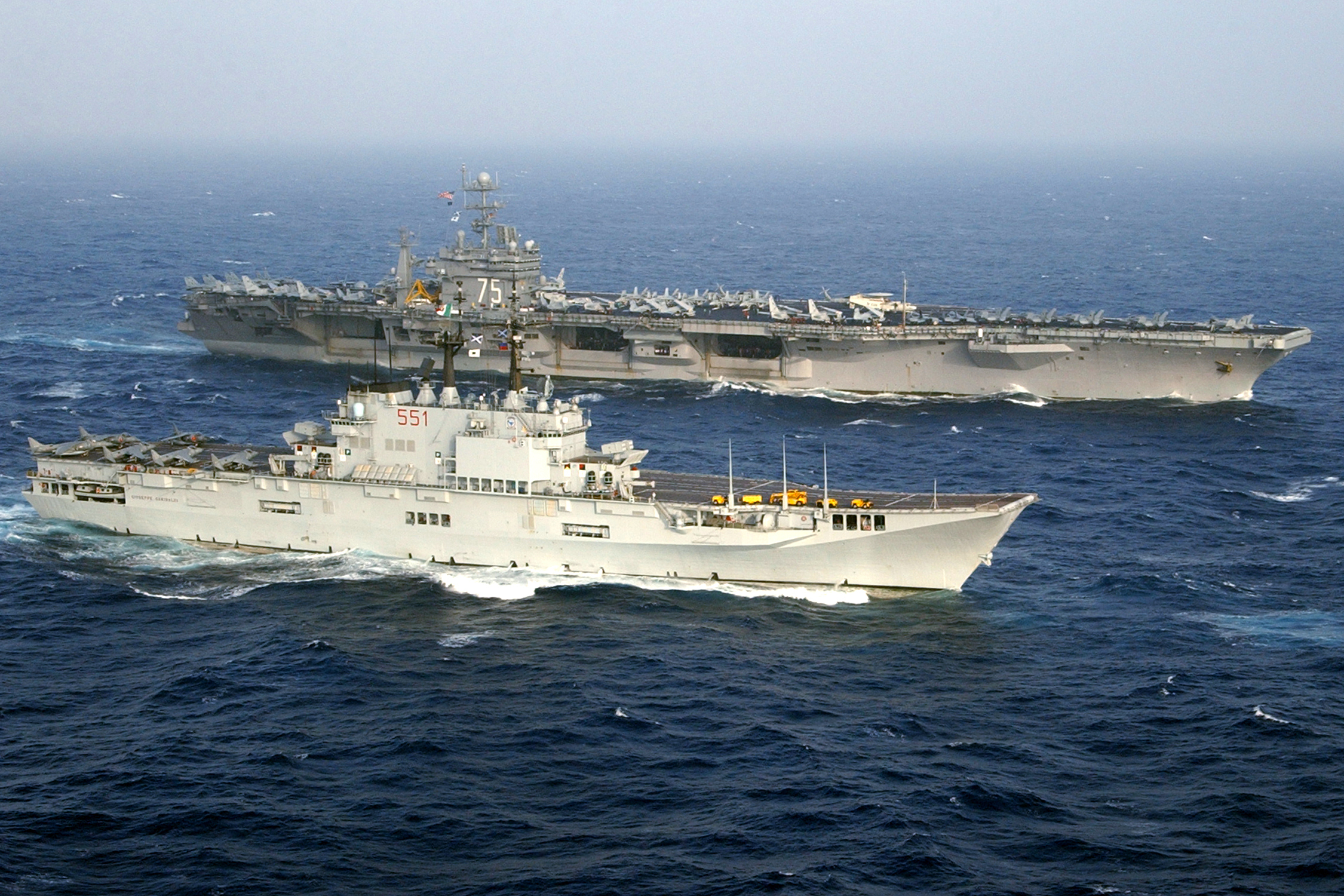
在摩洛哥外海所舉行的夏季脈衝演習（Majestic Eagle 2004）多國演習中，杜魯門號與義大利航空母艦加里波底號並排航行

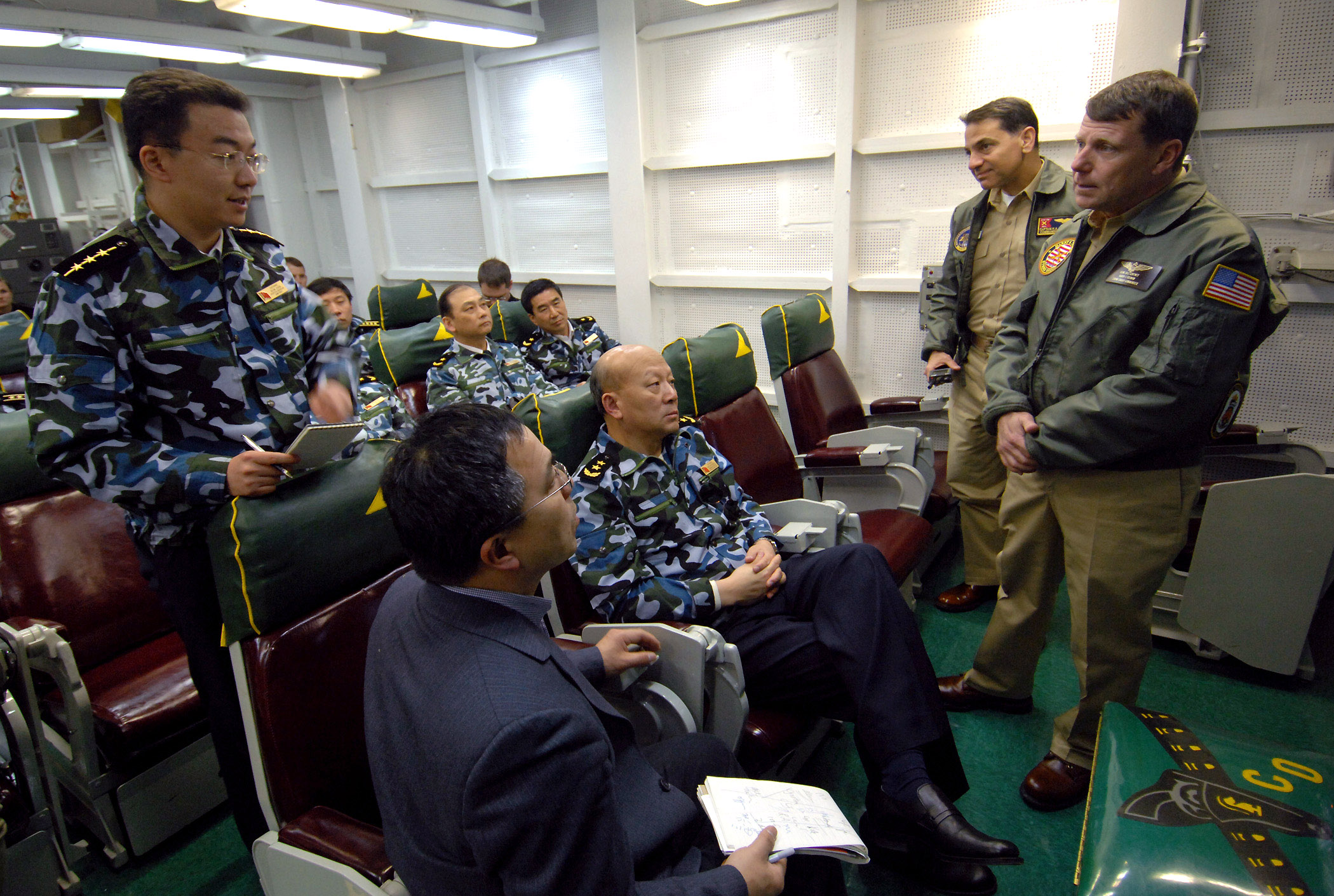
2007年4月在大西洋進行補強訓練（TSTA）期間，第10航空母艦打擊群指揮官威廉·戈特尼准將（右一）在杜魯門號的飛行準備室內替來訪的中國人民解放軍海軍軍官們進行示範演練後的解說。

- 飛行甲板面積：4.5英畝（約18,000平方公尺）
- 排水量：标准73,973吨，满载105,600吨
- 動力：兩具A4W核子反應爐，4台蒸氣轮机
- 螺旋槳數量：4具（每具五槳，直徑21呎）
- 螺旋槳重量：每具66,200磅（約30,055公斤）
- 極速：35节
- 彈射器數量：4具
- 艦載機升降器數量：4具
- 艦載機單位：8個中隊與1個分遣隊，戰機總數超過80架
- 母港：維吉尼亞州諾福克港（Norfolk, VA.）
- 人員：含飛行大隊人員時超過5,200人，不含時超過3,000人
- 每日供應餐點份數：18,150份
- 船艙數：2,700間
- 船錨數：2具（承襲自佛瑞斯特號航空母艦（USS Forrestal CV-59））
- 船錨重：每具30噸
- 船錨鏈長：超過1,000呎（454公尺），以每段365磅（約111公斤）共684段的鏈條串成
- 電話數量：2,000支

## 搭載機隊
- F/A-18黃蜂（Hornet）式戰鬥攻擊機
- F/A-18 E/F超級大黃蜂式（Super Hornet）戰鬥/攻擊機
- EA-6B徘徊者（Prowler）式電子作戰機
- S-3B維京（Viking）式反潛作戰機
- E-2C鷹眼（Hawkeye）式空中預警管制機
- SH-60海鷹（Seahawk）式反潛直升機
- C-2A灰狗（Greyhound）式運輸機

## 轶事
- 探索頻道的纪录片《海上堡垒》记载了杜魯門號航空母艦的建造、试航和启用。

## 相關話題
- 美國海軍航空母艦列表

## 外部連結
- 美國海軍官方網站*（页面存档备份，存于）

## 资料来源
1. ↑  Polmar, Norman. . Naval Institute Press. 2004: 112. ISBN 978-1-59114-685-8.
2. ↑   (PDF).   [2021-04-15]. （原始内容 (PDF)存档于2017-05-01）.
3. ↑  Mass Communication Specialist Seaman A.O. Tinubu, USN. . NNS151116-16. USS Harry S. Truman Public Affairs. 16 November 2015  [2015-11-16]. （原始内容存档于2015-11-17）.
4. ↑  . military.com. 20 April 2016  [2 May 2016]. （原始内容存档于2016-05-06）.
5. ↑  . fox news. 4 June 2016  [2017-07-03]. （原始内容存档于2016-06-08）.
6. ↑  . USNI News. 2016-09-01  [2017-02-26]. （原始内容存档于2019-05-01） （美国英语）.
7. ↑  . United States Navy. 2022-08-08  [2022-08-09] （美国英语）.
8. ↑  ELLEN MITCHELL. . The Hill. 2022-08-08  [2022-08-09]. （原始内容存档于2022-08-08） （美国英语）.
9. ↑  . United States Navy.   [2024-12-03] （美国英语）.
10. ↑  . U.S. Central Command.   [2024-12-18] （美国英语）.
11. ↑  Rogoway, Joseph Trevithick, Howard Altman, Tyler. . The War Zone. 2024-12-23  [2024-12-28]. （原始内容存档于2025-03-13） （美国英语）.
12. ↑  D'Urso, Stefano. . The Aviationist. 2024-12-29  [2024-12-30]. （原始内容存档于2025-02-12） （美国英语）.
13. ↑  . U.S. Central Command.   [2025-01-13]. （原始内容存档于2025-03-21） （美国英语）.
14. ↑  Mongilio, Heather. . USNI News. 2025-02-06  [2025-02-08]. （原始内容存档于2025-03-03） （美国英语）.
15. ↑  Mongilio, Heather. . USNI News. 2025-02-13  [2025-02-13] （美国英语）.
16. ↑  Gct. . 2025-02-17  [2025-02-16]. （原始内容存档于2025-03-04） （英国英语）.
17. ↑  . U.S. Naval Forces Europe and Africa / U.S.  Sixth Fleet.   [2025-02-16] （美国英语）.
18. ↑  LaGrone, Sam. . USNI News. 2025-02-20  [2025-02-20]. （原始内容存档于2025-03-21） （美国英语）.
19. ↑  Trevithick, Joseph. . The War Zone. 2025-02-24  [2025-02-26]. （原始内容存档于2025-03-21） （美国英语）.
20. ↑  Schmitt, Eric; Swan, Jonathan. . The New York Times. 2025-03-15  [2025-03-15]. ISSN 0362-4331. （原始内容存档于2025-03-15） （美国英语）.
21. ↑  Shelbourne, Mallory. . USNI News. 2025-03-21  [2025-03-21] （美国英语）.
22. ↑  LaGrone, Sam. . USNI News. 2025-04-28  [2025-04-29] （美国英语）.
23. ↑  Mongilio, Heather. . USNI News. 2025-04-29  [2025-04-30] （美国英语）.
24. ↑  Cohen, Natasha Bertrand, Katie Bo Lillis, Zachary. . CNN. 2025-05-07  [2025-05-07] （英语）.
25. ↑  Shelbourne, Mallory. . USNI News. 2025-05-19  [2025-05-20] （美国英语）.
26. ↑  Shelbourne, Mallory. . USNI News. 2025-05-23  [2025-05-24] （美国英语）.
27. ↑  . 13newsnow.com. 2025-06-01  [2025-06-02] （美国英语）.
28. ↑  . 13newsnow.com. 2025-07-03  [2025-07-10] （美国英语）.